# 뉴 가이
《뉴 가이》(영어: The New Guy)는 미국에서 제작된 에드 덱터 감독의 2002년 10대 코미디 영화이다. DJ 퀄스, 일라이자 두슈쿠, 조이 데이셔넬 등이 출연하였고, 토드 가너 등이 제작에 참여하였다.

## 줄거리
텍사스주 오스틴 고등학교 졸업반인 18살 너드 디지는 학교 내 입지를 바꿔보기 위해 일부러 퇴학을 당한 뒤 동네의 다른 고등학교에서 새 출발을 시작한다.

## 출연진
- DJ 퀄스
- 일라이자 두슈쿠
- 에디 그리핀
- 조이 데이셔넬
- 라일 러빗
- 패리 션
- 로스 패터슨
- 제프리 루이스
- 커트 풀러
- 서니 메이브리
- 일리아나 더글러스
- 줄리어스 캐리
- 크리스타 캠벨
- 마이크 어윈

카메오
- 제리 오코널
- 찰리 오코널
- 바닐라 아이스
- 토니 호크
- 데이비드 해슬호프
- 마스터 P
- 토미 리
- 허레이쇼 샌즈
- 헨리 롤린스
- 저메인 듀프리
- M. C. 게이니
- 카일 개스
- 진 시먼스
- 제임스 브라운
- 벌렌테이 로드리게스

## 기타 제작진
- 배역: 낸시 네이어
- 미술: 디나 립턴
- 의상: 수지 디샌토
- 추가 음악 작곡: 닉 글레니스미스